# فورانو (هوكايدو)
مدينة فورانو (بالإنجليزية: Furano)‏ هي أحد المدن التابعة لمحافظة هوكايدو. تأسست رسميًا في 01/05/1966. ويقدر عدد سكانها بـ 23890 نسمة حسب تقدير مكتب الإحصاء الياباني لعام 2012. تبلغ مساحة فورانو 600.97 كم2. بكثافة سكانية تبلغ 39.8 نسمة/كم2.

## المناخ
يظهر الجدول التالي التغييرات المناخية على مدار السنة لفورانو:
| البيانات المناخية لـفورانو          | البيانات المناخية لـفورانو | البيانات المناخية لـفورانو | البيانات المناخية لـفورانو | البيانات المناخية لـفورانو | البيانات المناخية لـفورانو | البيانات المناخية لـفورانو | البيانات المناخية لـفورانو | البيانات المناخية لـفورانو | البيانات المناخية لـفورانو | البيانات المناخية لـفورانو | البيانات المناخية لـفورانو | البيانات المناخية لـفورانو | البيانات المناخية لـفورانو |
| الشهر                               | يناير                      | فبراير                     | مارس                       | أبريل                      | مايو                       | يونيو                      | يوليو                      | أغسطس                      | سبتمبر                     | أكتوبر                     | نوفمبر                     | ديسمبر                     | المعدل السنوي              |
| ----------------------------------- | -------------------------- | -------------------------- | -------------------------- | -------------------------- | -------------------------- | -------------------------- | -------------------------- | -------------------------- | -------------------------- | -------------------------- | -------------------------- | -------------------------- | -------------------------- |
| الدرجة القصوى °م (°ف)               | 6.9 (44.4)                 | 13.3 (55.9)                | 15.0 (59.0)                | 29.2 (84.6)                | 31.0 (87.8)                | 33.7 (92.7)                | 35.0 (95.0)                | 36.3 (97.3)                | 32.3 (90.1)                | 25.7 (78.3)                | 20.4 (68.7)                | 13.6 (56.5)                | 36.3 (97.3)                |
| متوسط درجة الحرارة الكبرى °م (°ف)   | −4.1 (24.6)                | −2.8 (27.0)                | 2.1 (35.8)                 | 10.9 (51.6)                | 17.9 (64.2)                | 22.6 (72.7)                | 25.7 (78.3)                | 26.5 (79.7)                | 21.6 (70.9)                | 14.8 (58.6)                | 6.2 (43.2)                 | −1.1 (30.0)                | 11.7 (53.1)                |
| المتوسط اليومي °م (°ف)              | −8.8 (16.2)                | −8.1 (17.4)                | −2.7 (27.1)                | 5.2 (41.4)                 | 11.7 (53.1)                | 16.5 (61.7)                | 20.1 (68.2)                | 20.9 (69.6)                | 15.7 (60.3)                | 8.9 (48.0)                 | 1.1 (34.0)                 | −5.2 (22.6)                | 6.3 (43.3)                 |
| متوسط درجة الحرارة الصغرى °م (°ف)   | −15.1 (4.8)                | −14.9 (5.2)                | −8.4 (16.9)                | −0.4 (31.3)                | 5.6 (42.1)                 | 11.1 (52.0)                | 15.5 (59.9)                | 16.3 (61.3)                | 10.6 (51.1)                | 3.7 (38.7)                 | −2.4 (27.7)                | −10.4 (13.3)               | 0.9 (33.7)                 |
| أدنى درجة حرارة °م (°ف)             | −34.5 (−30.1)              | −34 (−29)                  | −28.3 (−18.9)              | −17.8 (0.0)                | −3.1 (26.4)                | 1.0 (33.8)                 | 6.3 (43.3)                 | 6.5 (43.7)                 | −0.5 (31.1)                | −5.3 (22.5)                | −21.3 (−6.3)               | −28.4 (−19.1)              | −34.5 (−30.1)              |
| الهطول مم (إنش)                     | 49.6 (1.95)                | 37.1 (1.46)                | 49.4 (1.94)                | 53.5 (2.11)                | 66.5 (2.62)                | 54.5 (2.15)                | 100.0 (3.94)               | 148.7 (5.85)               | 134.8 (5.31)               | 94.9 (3.74)                | 105.0 (4.13)               | 69.3 (2.73)                | 963.3 (37.93)              |
| متوسط تساقط الثلوج سم (إنش)         | 166 (65)                   | 137 (54)                   | 125 (49)                   | 25 (9.8)                   | 0 (0)                      | 0 (0)                      | 0 (0)                      | 0 (0)                      | 0 (0)                      | 2 (0.8)                    | 78 (31)                    | 171 (67)                   | 697 (274)                  |
| ساعات سطوع الشمس الشهرية            | 67.6                       | 91.4                       | 133.4                      | 162.9                      | 193.1                      | 181.8                      | 164.5                      | 161.1                      | 138.1                      | 118.2                      | 69.4                       | 50.4                       | 1٬529٫4                    |
| المصدر: Japan Meteorological Agency |                            |                            |                            |                            |                            |                            |                            |                            |                            |                            |                            |                            |                            |

## توأمة
لفورانو (هوكايدو) اتفاقيات توأمة مع كل من:
- Schladming [الإنجليزية]‏ (23 فبراير 1977 - )
- نيشيواكا (20 أكتوبر 1978 - )